# Cryptantha minima
Cryptantha minima är en strävbladig växtart som beskrevs av Per Axel Rydberg. Cryptantha minima ingår i släktet Cryptantha, och familjen strävbladiga växter. Inga underarter finns listade i Catalogue of Life.